# Контролисано спаљивање
Контролисано спаљивање је процес у коме се спаљују чврсте, течне или гасовите сагорљиве отпадне материје при чему се оне преводе гасовите производе и остатак који садржи врло мале количине или не садржи никакве додатне сагорљиве супстанце.
Спаљивање (инсинерација) опасног отпада у инсинератору теоријски обезбеђује алтернативу за депоновање отпада на копнене депоније или у море. У пракси међутим ,ако процеси у пећи инсинератора нису у потпуности контролисани, многе супстанце се трансформишу у штетније агенсе ,као што је диоксин, и испуштају се у ваздух. Инсинераторима обично управљају локалне власти или приватна комунална предузећа ,тамо гдје не постоји довољна расположива површина за одлагање отпада ,нпр: У Јапану и у Европи.